# 南紀航空
南紀航空（なんきこうくう）はかつて日本に存在した航空会社。本社は和歌山県和歌山市美園町に所在した。和歌山県西牟婁郡白浜町の南紀白浜空港を拠点とした遊覧飛行などの事業を行っていた。
2009年（平成21年）9月2日に事業を廃止した。
- 1968年（昭和43年）3月25日 - 航空機使用事業免許および不定期航空事業免許取得[1]。
- 1970年（昭和45年）6月25日 - 大阪空港から広島に向かうセスナ機が広島県野呂山高原の膳棚山の中腹に墜落、４人が死亡、１人は重傷[2]。
- 2009年 9月2日 - 事業廃止[3]